# 270年
| 千纪： | 1千纪                                                                                           |
| 世纪： | 2世纪 \| 3世纪 \| 4世纪                                                                         |
| 年代： | 240年代 \| 250年代 \| 260年代 \| 270年代 \| 280年代 \| 290年代 \| 300年代                       |
| 年份： | 265年 \| 266年 \| 267年 \| 268年 \| 269年 \| 270年 \| 271年 \| 272年 \| 273年 \| 274年 \| 275年 |
| 纪年： | 庚寅年（虎年）；东吴建衡二年；西晋泰始六年                                                      |

## 大事记
中國
- 河西鮮卑王禿髮樹機能與匈奴劉猛起兵反晉，六月在萬斛堆殺秦州刺史胡烈。
- 何定率領五千人馬到夏口（今湖北省武漢市）打獵，吳宗室前將軍、夏口督孫秀害怕是孫皓令何定來抓自己，提前帶領家送眷數百人投奔晉國。

日本
- 陰曆一月一日，應神天皇即位

## 各国领袖

### 亞洲
- 中國
  - 西晋皇帝：晋武帝司马炎（265年－290年）
  - 孙吴皇帝：吴末帝（乌程侯）孙皓（264年－280年）
- 拓跋部 - 拓跋力微, 鲜卑大人（219年－277年）
- 日本- 神功皇后（攝政，200年－270年）
- 朝鲜半岛（朝鲜三国时代）
  - 百济 - 古尔王，百济王 （234年－286年）
  - 伽耶 - 麻品王，伽耶君主（259年－291年）
  - 高句丽 -

  1. 中川王，高句丽王（248年－270年）
  2. 西川王，高句丽王（270年－292年）

  - 新罗 - 味邹尼師今，新罗王（262年－284年）
- 亚美尼亚- 梯里达底三世，亚美尼亚王（252年－287年）
- 伊比利亚 - Aspacures一世，伊比利亚国王（265年－284年）
- 贵霜帝国 - Kanishka三世，贵霜君主（265年－275年）
- 巴克特里亞与健馱邏國- Hormizd一世（265年－295年）
- 波斯萨珊王朝 - 沙普尔一世，波斯国王（241年－272年）
- 印度笈多王朝 - 室利笈多（英语：Gupta (king)），笈多国王（240年－280年）
- 泰米尔哲罗王朝 - Perumkadungo（257年－287年）
- 西薩特拉普王朝- Rudrasen二世（256年－278年）

### 欧洲
- 罗马帝国 - 
  1. 克劳狄二世，罗马皇帝（268年－270年）
  2. 昆提卢斯，罗马皇帝（270年）
  3. 奥勒良，罗马皇帝（270年－275年）
- 帕米拉王國 - 
  - Vaballathus（267年－272年）
  - 芝诺比娅（摄政，267年－272年）
- 高卢帝国 - 
  1. 韦图维士，（268年－270年）
  2. 多米提安努斯，（270年－271年）

### 非洲
- 库施王朝 - Malegorobar，（266年－283年）

## 逝世
- 朱績，東吳重要將領。
- 胡烈
- 羅憲，蜀漢、西晉重要將領。
- 克勞狄二世，羅馬皇帝，死於瘟疫。